# Caius Claudius Marcellus (Kr. e. 49)
Caius Claudius Marcellus római politikus, katonatiszt. A plebeius Claudiusok közé tartozott, fivére, Marcus Kr. e. 51-ben, unokatestvére, a hasonló nevű Caius pedig Kr. e. 50-ben volt consul.
Életéről nem sokat tudunk consullá választásáig, amit állítólag deklarált Caesar-ellenességével érdemelt ki. Mivel hasonnevű unokatestvérét követte a consuli rangban, nem csoda, hogy többször összekeverik őket. Sok esetben nem is eldönthető, hogy melyikükről van szó. Beiktatásuk idején a krízis kitörése rohamosan közeledett: ő és kollégája, Lucius Cornelius Lentulus Crus még hivatalba lépésük előtt támogatták unokatestvérét abban, hogy törvénytelenül – senatusi felhatalmazás nélkül – Pompeiusra ruházza a római hadsereg főparancsnokságát.
Mindjárt consulságának első napján, Kr. e. 49. január 1-jén javaslatot tett az akkor épp Ravenna városában tartózkodó Caesar elleni fellépésre. A kialakuló vitában, amely végül a polgárháború kitöréséhez vezetett, nem volt hangadó egyik oldalon sem. Valószínűsíthető, hogy Marcellus nem volt nagy formátumú politikus, pusztán a szélsőségesebb pompeianusok használták eszközükként.
Amikor Caesar betört Itália földjére, Lentulushoz csatlakozva elhagyta Rómát. Marcellus először Capuába ment, majd Pompeius legióinak egy része élén átkelt Dyrrachiumba. Kr. e. 48-ban hallunk róla utoljára: Pompeius flottájának egyik tisztje volt. Elképzelhető, hogy meghalt a polgárháborúban. Utódairól nem tudunk.